# Akademie voor Kunst en Vormgeving St. Joost
Akademie voor Kunst en Vormgeving St. Joost (kurz AKV St. Joost) ist eine niederländische Kunstakademie in Breda und ’s-Hertogenbosch. Sie ist Teil der Avans Hogeschool, die in Breda, 's-Hertogenbosch und Tilburg niedergelassen ist. Die Hochschule in Breda ist in einem ehemaligen Theologischen Seminar untergebracht. Die frühere Schreibmaschinenfabrik von Remington Rand in ’s-Hertogenbosch dient heute als Akademiegebäude für die zweite Niederlassung.
Die Ausbildung beginnt mit einem Propädeutikum. Das Studium kann mit dem Bachelor und dem Master abgeschlossen werden.
Bekannte Dozenten sind unter anderen: Sjoerd Buisman, Gabriele Franziska Götz und Thom Puckey.
Zu den Absolventen zählen: Erik van Lieshout, Paul van den Hout und Hans van Hoek.